# T. J. Hockenson
(en) Statistiques sur pro-football-reference
Thomas James Hockenson, né le 3 juillet 1997 à Chariton en Iowa, est un sportif professionnel de football américain évoluant au poste de tight end dans la National Football League (NFL) depuis la saison 2019.
Sélectionné en 8e choix global lors du premier tour de la draft 2019 de la NFL par la franchise des Lions de Détroit, il y joue pendant quatre saisons avant de rejoindre les Vikings du Minnesota en 2022.
Auparavant, il a joué au niveau universitaire pour les Hawkeyes de l'université de l'Iowa. Redshirt sophomore en 2018, il reçoit le prix John Mackey du meilleur tight end du pays au niveau universitaire.

## Biographie

### Jeunesse
Hockenson grandit à Chariton, dans l'Iowa, où il fréquente la Chariton High School. Il joue au football américain pendant quatre ans aux postes de tight end et de defensive back. Il établit des records d'école en matière de yards en réception dans un match, en une saison et en carrière. Il mène son équipe aux séries éliminatoires en tant que senior et est sélectionné dans la première équipe de son État cette année-là.
Hockenson est considéré comme une potentielle recrue trois étoiles et est le quatrième joueur le mieux noté de l'État de l'Iowa en 2016 par 247Sports.com regroupant les notations des principaux services de recrutement de football.
Il s'engage avec les Hawkeyes de l'Iowa le 20 juin 2015.

### Carrière universitaire
Hockenson prend le statut de redshirt lors de son année freshman en 2016 et ne dispute aucun match.
Il est l'un des deux tight ends lors du premier match 2017 des Hawkeyes contre les Cowboys de l'université du Wyoming, avec Noah Fant (en). Il enregistre ses premières réceptions en carrière la semaine suivante contre les Cyclones de l'université d'État de l'Iowa, en réussissant deux réceptions pour unn gain cumulé de 41 yards. Il joue son meilleur match de la saison lors de la victoire surprise contre les Buckeyes de l'université d'État de l'Ohio, alors classés no 3 du pays, où il mène son équipe avec cinq réceptions pour 71 yards et deux touchdowns. Hockenson termine l’année cinquième de son équipe avec 24 réceptions pour 320 yards et trois touchdowns.
Hockenson entre en compte pour l'attribution du John Mackey Award 2018, tout comme son coéquipier Noah Fant. Lors de la défaite en début de saison face aux Badgers de l'université du Wisconsin, Hockenson établit un record en carrière avec 125 yards gagnés en réceptions, y compris la réception de 46 yards d'une passe du quarterback Nate Stanley (en). Il dépasse encore une fois la marque des 100 yards lors du match contre les Hoosiers de l'université de l'Indiana le 13 octobre 2018, où il enregistre quatre réceptions pour 107 yards et deux touchdowms. Il termine la saison avec 46 réceptions pour un total de 717 yards et six touchdowns, menant les Hawkeyes dans les deux premières catégories et terminant un touchdown derrière Fant pour la tête de  son équipe. Il est sélectionné dans la première équipe de la Big Ten Coference au poste de tight end par les médias, et dans la deuxième équipe derrière Fant par les entraîneurs. Il remporte également le prix Kwalick-Clark, attribué au meilleur tight end de la saison de la Big Ten. Hockenson reçoit le prix John Mackey du meilleur tight end du football universitaire en 2018. Il est le deuxième Hawkeye à recevoir ce prix, après Dallas Clark en 2002, et le premier étudiant de deuxième année.
Le 14 janvier 2019, Hockenson annonce via Twitter qu'il fait l'impasse sur sa dernière année d'éligibilité pour se présenter à la draft 2019 de la NFL.

### Carrière professionnelle

#### NFL Scouting Combine
Hockenson assiste au NFL Scouting Combine à Indianapolis et réalise les performances suivantes :
| Taille             | Poids            | Bras               | Main              | Sprint   | Sprint   | Sprint   | Shuttle 20 yards | 3 cones drill | Détente          | Détente             | Développé couché | Test Wonderlic |
| Taille             | Poids            | Bras               | Main              | 40 yards | 10 yards | 20 yards | Shuttle 20 yards | 3 cones drill | verticale        | horizontale         | Développé couché | Test Wonderlic |
| 6 ft 5 in (1,96 m) | 251 lbs (104 kg) | 32 in 1⁄4 (0,82 m) | 9 in 1⁄2 (0,24 m) | 4,70 s   | -        | -        | 4,18 s           | 7,02 s        | 37,5 in (0,95 m) | 10 ft 3 in (3,12 m) | 17 reps          |                |

#### Draft
Hockenson est sélectionné en 8e choix global lors du premier tour de la draft 2019 de la NFL par la franchise des Lions de Détroit.

#### Lions de Détroit
Le 9 mai 2019 Hockenson signe son contrat rookie d'une durée de 4 ans pour un montant de 19,8 millions de dollars incluant la prime à la signature de 12,4 millions de dollars avec les Lions de Détroit,.
Hockenson joue son premier match en saison régulière le 8 septembre 2019 contre les Cardinals de l'Arizona. Il termine le match avec six réceptions pour 131 yards et un touchdown alors que le match se termine par une égalité de 27 à 27. Les 131 yards de Hockenson sont les plus élevés pour le premier match d'un tight end dans l'histoire de la NFL. Au cours de la quatrième semaine contre les Chiefs de Kansas City, Hockenson capte trois passes pour 27 yards et un touchdown avant de quitter le match avec une commotion cérébrale. Sans Hockenson, les Lions perdent 30 à 34. Il est placé en réserve pour blessure le 2 décembre 2019. Il termine la saison avec 32 réceptions pour 367 yards et deux touchdowns.

#### Vikings du Minnesota
En novembre 2022, T. J. Hockenson est échangé aux Vikings du Minnesota avec deux choix de quatrième tour de draft (dont un conditionnel) contre un choix de deuxième tour de la draft 2023 et un choix de troisième tour de celle de 2024.

## Statistiques

### Universitaires
| Année  | Équipe | Statut | MJ |     | Passes réceptionnées | Passes réceptionnées | Passes réceptionnées | Passes réceptionnées |       | Courses | Courses | Courses | Courses |
| Année  | Équipe | Statut | MJ | Nb. | Yards                | Moy.                 | TD                   | Nb.                  | Yards | Moy.    | TD      |         |         |
| 2017   | Iowa   | Fr.    | 10 | 24  | 320                  | 13,3                 | 3                    | 0                    | 0     | 0       | 0       |         |         |
| 2018   | Iowa   | So.    | 13 | 49  | 760                  | 15,5                 | 6                    | 1                    | 4     | 4       | 1       |         |         |
| Totaux | Totaux | Totaux | 23 | 73  | 1 080                | 14,8                 | 9                    | 1                    | 4     | 4       | 1       |         |         |

### Professionnelles
| Année                 | Équipe                | MJ |                | Passes réceptionnées | Passes réceptionnées | Passes réceptionnées | Passes réceptionnées |                | Courses        | Courses        | Courses | Courses |  | Fumbles | Fumbles |
| Année                 | Équipe                | MJ | Nb.            | Yards                | Moy.                 | TD                   | Nb.                  | Yards          | Moy.           | TD             | Nb.     | Perdus  |  |         |         |
| 2019                  | Lions de Détroit      | 12 | 32             | 367                  | 11,5                 | 2                    | -                    | -              | -              | -              | 0       | 0       |  |         |         |
| 2020                  | Lions de Détroit      | 16 | 67             | 723                  | 10,8                 | 6                    | 1                    | 0              | 0              | 0              | 0       | 0       |  |         |         |
| 2021                  | Lions de Détroit      | 12 | 61             | 583                  | 9,6                  | 4                    | -                    | -              | -              | -              | 1       | 1       |  |         |         |
| 2022                  | Lions de Détroit      | 07 | 26             | 395                  | 15,2                 | 3                    | -                    | -              | -              | -              | 0       | 0       |  |         |         |
| 2022                  | Vikings du Minnesota  | 10 | 60             | 519                  | 8,7                  | 3                    | -                    | -              | -              | -              | 1       | 1       |  |         |         |
| 2023                  | Vikings du Minnesota  | 15 | 95             | 960                  | 10,1                 | 5                    | -                    | -              | -              | -              | 1       | 1       |  |         |         |
| 2024                  | Vikings du Minnesota  | ?  | Saison à venir | Saison à venir       | Saison à venir       | Saison à venir       | Saison à venir       | Saison à venir | Saison à venir | Saison à venir | ?       | ?       |  |         |         |
| Totaux en NFL         | Totaux en NFL         | 72 | 341            | 3 547                | 10,4                 | 23                   | 1                    | 0              | 0              | 0              | 3       | 3       |  |         |         |
| Totaux chez les Lions | Totaux chez les Lions | 47 | 186            | 2 038                | 11,8                 | 15                   | 1                    | 0              | 0              | 0              | 1       | 1       |  |         |         |